# Ана Паула Араужо Брито
Ана Паула Араужо Брито (порт. Ana Paula Araújo Brito; 27 ноября 1991, Рибейран-Прету Бразилия) — бразильская шашистка (бразильские и международные шашки), четырёхкратная чемпионка Бразилии по бразильским шашкам (2007, 2008, 2009, 2010). Участница Всемирных интеллектуальных игр 2008 года по русским шашкам (25 место среди 32 участниц).

## Спортивная биография
Ана Паула начала играть в шашки в 12 лет, её поощрял отец Эдмундо Брито, который был её тренером по этому виду спорта.
На чемпионате страны 2006 заняла 5 место с 13 очками (+6 =1 -3). Затем победила четыре раза подряд: 2008 - 7 побед и одна ничья, 2009 - 5 побед и одна ничья, 2010 - 5 побед и 2 ничьи.
В 2006 году на чемпионате мира по шашкам-64 среди юниоров в Санкт-Петербурге в категории кадеты (до 16 лет) заняла второе место и стала первой в Бразилии медалисткой по шашкам.
В 2007 году на чемпионате мира по шашкам-64 среди юниоров в Саарбрюккене завоевала титул чемпионки мира  в категории кадеты (до 16 лет) в формате «Рапид» и заняла второе место в классике.
В 2011 году сыграла на представительном турнире по бразильским шашкам «Первая Бразильская Мировая Лига» в Кампинасе (Бразилия), в котором приняли участие россиянки Екатерина Бушуева и Жанна Саршаева, Юлия Романская (Молдова), Виталия Думеш (Нидерланды), Зинаида Александрова (Израиль), Лю Пэй (Китай), Марина Новицкая (Беларусь), Алона Лукац (США), Ана Паула и Татиана Оливейра (Бразилия) - 9 место среди 10 спортсменок.